# Алиби Сокола
«Алиби Сокола» (англ. The Falcon's Alibi) — американский детективный фильм с элементами комедии режиссёра Рэя Маккэйри, который вышел на экраны в 1946 году.
Это девятый фильм киносериала о частном детективе Томе Лоренсе по прозвищу Сокол, в котором главную роль сыграл Том Конуэй. Фильм является ремейком самого первого фильма цикла «Дерзкий Сокол» (1940), в котором роль главного героя, детектива Гэя Лоуренса играл реальный брат Конуэя, популярный актёр Джордж Сандерс.
В этом фильме лощёный джентльмен и детектив-любитель Том Лоуренс (Том Конуэй) берётся помочь Джоан Мередит (Рита Кордэй), привлекательной секретарше богатой миссис Пибоди (Эстер Говард), которая напугана кражей драгоценностей у её хозяйки и постоянной слежкой за ней страховой компании. После убийства официанта, ставшего случайным свидетелем кражи, к делу подключается полиция, и Том, как обычно, становится одним из подозреваемых как по делу об убийстве, так и по делу о краже жемчужного ожерелья. После ещё одного убийства певицы Лолы Карпентер (Джейн Грир) Том с помощью Джоан и своего помощника Голди Локка (Винс Барнетт) всё-таки находит и разоблачает вора и убийцу, а параллельно полиция раскрывает дело о мошенничестве со страховками, которым занималась миссис Пибоди.
Современные критики отметили увлекательный сюжет фильма и сильную актёрскую игру, констатировав при этом, что цикл фильмов о Соколе к этому моменту уже стал терять популярность и вскоре был закрыт студией.

## Сюжет
Богатая светская дама миссис Глория Пибоди (Эстер Говард) вместе со своей личной секретаршей Джоан Мередит (Рита Кордэй), другом Харви Бомонтом (Джейсон Робардс — старший) и знакомым музыкальным менеджером Алексом Олмстедом (Пол Брукс) пришла на ипподром на скачки. Там же присутствует обходительный джентльмен Том Лоуренс (Том Конуэй), широко известный как частный сыщик по прозвищу Сокол. К Джоан подходит страховой следователь Меткалф (Эмори Парнелл), который уже в течение некоторого времени преследует её. Заметив навязчивые действия Меткалфа, Том помогает Джоан избавиться от него. Увидев Тома вместе с Джоан, миссис Пибоди приглашает его к своему столу, а затем просит его прийти на празднование своего дня рождения в отель. Том поначалу отказывается, но затем, когда Джоан даёт понять, что ей нужна его помощь, соглашается прийти.
Встретившись с Томом в отеле, Джоан рассказывает ему, что с тех пор, как миссис Пибоди предъявила страховое требование по поводу украденного у неё браслета, за ней постоянно следит рьяный страховой детектив Меткалф. Джоан также признается, что, чтобы защитить себя от возможных краж в будущем, она отнесла жемчужное ожерелье миссис Пибоди стоимостью 100 000 долларов ювелиру, чтобы тот сделал копию, но тот сообщил ей, что ожерелье и так поддельное. Том соглашается помочь Джоан найти настоящее жемчужное ожерелье, после чего они возвращаются к столику миссис Пибоди, которая сообщает, что продолжение вечеринки будет проходить в её номере. Она посылает Джоан проверить, всё ли готово в номере, и Том отправляется вместе с ней. Когда в номере миссис Пибоди официант по имени Луи (Альфонс Мартель) уже закончил накрывать на стол, и собирается уходить, он слышит шум из соседней комнаты. Луи заходит туда, и, увидев знакомого ему человека, тут же получает смертельный удар ножом.
Перед тем, как подняться в свой номер, миссис Пибоди с гостями заходит в расположенную в гостинице студию Ника (Элиша Кук — младший), откуда тот ведёт трансляцию музыкально-развлекательных программ по гостиничной радиосети. Перед их приходом Ник беседует с очаровательной певицей из ночного клуба Лолой Карпентер (Джейн Грир), которая, как выясняется из разговора, является его женой. Ник приглашает Лолу на ужин в ресторан, однако она отказывается, ссылаясь на необходимость поработать со своим менеджером Алексом ОЛмстедом, а затем вопреки её желанию Ник целует её. При появлении гостей Лола быстро удаляется, а Ник по гостиничной сети поздравляет миссис Пибоди и ставит в её честь песню. Тем временем, поднявшись в номер миссис Пибоди, Джоан и Том натыкаются на тело убитого Луи. Джейн также замечает, что украдено жемчужное ожерелье миссис Пибоди, однако Том ей напоминает, что ожерелье поддельное. Прибывший полицейский инспектор Блейк (Эл Бридж) понимает, что убийство совершил кто-то из служащих или постоянных обитателей гостиницы, хорошо знакомых со зданием, а также что убийство было спонтанным, так как был использован нож из комнаты. Инспектор также выясняет, что пропало ожерелье и это уже пятая кража драгоценностей в гостинице в течение месяца.
Позже, когда Голди Лок (Винс Барнетт), друг и помощник Тома, делает ему массаж в их гостиничном номере, неопознанный стрелок с наружной лестницы открывает окно и стреляет в детектива, после чего немедленно скрывается. Том вытаскивает из стены застрявшую там пулю, понимая, что его не хотели убивать, а лишь припугнули, чтобы он не лез в это дело. В этот момент по внешней лестнице Ник пробирается обратно в свою студию, где звучит предварительно записанная программа с его голосом, создавая впечатление, что трансляция идёт в прямом эфире.
На следующее утро около бассейна Том подсаживается к Лоле, замечая на её пальце дорогое кольцо. Она утверждает, что это обычный сценический реквизит, но Том понимает, что это не так. После ухода Лолы детектив говорит Джейн, что тот, кто подарил Лоле кольцо, точно знает его цену. Пока Том сидит у бассейна в компании миссис Пибоди, Джоан и Бомонта, он поручает Голди проникнуть в номер Бомонта, поджечь там ведро с мусором, а затем спрятаться в шкаф и проследить, что будет делать Бомонт, когда увидит дым из окна и вернётся в номер. После пожара Том заходит в номер, где выслушивает отчёт Голди, а затем подходит к тумбочке и достаёт оттуда шкатулку, замаскированную под книгу, из которой извлекает подлинное ожерелье. Том поручает Голди найти в городе крупнейшего скупщика краденых драгоценностей, которым оказывается владелец клуба «459» Бендер (Морган Уоллес). В клубе Том даёт Бендеру понять, что вскоре ему принесут для покупки поддельное ожерелье, а подлинное находится у него. Выйдя из клуба, Том кладёт ожерелье в купленную по дороге коробку с сигарами и отправляет её по почте на собственный адрес, чтобы бандиты Бендера по дороге не ограбили его. Тем временем Ник приносит Бендеру ожерелье на продажу, однако Бендер отказывается его покупать, заявляя, что это ничего не стоящая подделка. Кроме того, это ожерелье его больше не интересует, так как на нём кровь.
Когда Том и Голди возвращаются в свой номер, их встречает Блейк, а вскоре доставляют коробку с сигарами, в которой инспектор обнаруживает жемчужное ожерелье. Том пытается всё объяснить, предлагая допросить Бомонта, однако, когда они приходят в его номер, тот оказывается убитым. Инспектор доставляет Тома и Голди в участок, где сажает их за решётку, а сам по наводке Меткалфа допрашивает Джейн, подозревая, что она действовала с Томом заодно. Вызванный Том уговаривает инспектора выпустить его на 24 часа, обещая за это время найти реального убийцу.
Выйдя на свободу, Том направляется в клуб, и пока Лола выступает на сцене, проникает в её гримёрку, где обнаруживает портрет Ника с подписью «Любимой жене». Услышав приближение людей, Том прячется и наблюдает, как в гримёрку заходят Лола и Алекс. Из разговора становится ясно, что у них роман, и Алекс уговаривает Лолу бросить Ника и бежать вместе с ним в другой город. В этот момент по телефону звонит Ник, требуя, чтобы Лола срочно зашла к нему. Лола заходит к Нику, который уговаривает её немедленно бежать. Лола говорит, что у неё другие планы, в частности, что Алекс собирается заняться её карьерой и организовать ей шоу в Нью-Йорке. На это Ник заявляет, что всё делал для неё, и все те кражи драгоценностей, которые произошли в гостинице, совершил он, чтобы подарить их ей. Из-за этого ему теперь угрожает серьёзная беда, и она тоже может пойти по делу как соучастница. Испуганная Лола соглашается с ним бежать.
Некоторое время спустя Том по наружной лестнице через окно проникает в студию, где устанавливает, как Ник обеспечивал себе алиби на момент преступлений, ставя в эфир свои заранее записанные комментарии и выдавая их за сделанные в прямом эфире. После ухода Тома появляется Ник, который ставит нужную для алиби запись, забирает свой револьвер и убегает через окно. Тем временем Алекс заходит в гримёрную к Лоле. Услышав голос Ника по радио, они полагают, что он в студии, и договариваются бежать вместе прямо сейчас. Они не подозревают, что Ник через окно подслушал их разговор. Когда Алекс уходит, а Лола начинает собирать вещи, входит Ник и в порыве ревности целует жену и в тот же момент убивает из револьвера.
Тем временем Голди и Джоан предупреждают Тома о Нике, и он бежит в гримёрную спасать Лолу. Однако, когда он появляется, то находит её тело, после чего появляется детектив Уильямс (Эдмунд Кобб), который арестовывает его. Понимая, что у него нет другого выхода, Том бьёт Уильямса по голове, и тот падает, теряя сознание, а Том убегает. В этот момент Джейн заходит в музыкальную студию, где видит Ника и слышит играющую пластинку с его голосом, догадываясь, что Ник таким образом обеспечивал себе алиби. Ник, понимая, что Джоан раскрыла его уловку, говорит, что убил Лолу и собирается убить и её. В этот момент появляется Том и вступает с Ником в драку. Ник пытается сбежать через окно, однако срывается с лестницы и разбивается насмерть.
Вскоре инспектор Блейк снимает с Тома и Джоан все подозрения, заявляя, что на револьвере, который стал оружием убийства Лолы, найдены отпечатки пальцев Ника. Далее Блейк просит привести в кабинет миссис Пибоди, рассказывая, что она вместе с Бомонтом занималась обманом страховой компании, получая страховки за якобы украденные у неё драгоценности, которые на самом деле оставляла себе.

## В ролях
- Том Конуэй — Том Лоуренс, он же Сокол
- Рита Кордэй — Джоан Мередит
- Винс Барнетт — Голди Локк
- Джейн Грир — Лола Карпентер
- Элиша Кук — младший — Ник
- Эмори Парнелл — Меткалф
- Эл Бридж — инспектор полиции Блейк
- Эстер Говард — Глория Пибоди
- Джин Брукс — баронесса Лена
- Пол Брукс — Алекс Олмстед
- Джейсон Робардс — старший — Харви Бомонт
- Морган Уоллес — Бендер
- Люсьен Прайвал — барон

## Создатели фильма и исполнители главных ролей
Режиссёр фильма Рэй Маккэйри в период с 1932 по 1948 год поставил 32 полнометражных фильма, среди которых «Прощай, Бродвей» (1938), «За этими стенами» (1939), «Убийство среди друзей» (1941), «Паспорт к судьбе» (1944) и «Странный треугольник» (1946)
В период с 1940 по 1964 год Том Конуэй сыграл в 78 фильмах, среди которых наиболее успешными были фильмы первой половины 1940-х годов, такие как «Люди-кошки» (1942), «Я гуляла с зомби» (1943) и «Седьмая жертва» (1943), а также десять фильмов о Соколе 1942—1946 годов.
Рита Кордэй сыграла вместе с Томом Конуэем в пяти фильмах о Соколе, включая «Сокол наносит ответный удар» (1943), «Сокол и студентки» (1943), «Сокол в Голливуде» (1944), «Сокол в Сан-Франциско» (1945) и этот фильм. Помимо этого, Кордэй в период с 1943 по 1953 год сыграла ещё в 20 фильмах, среди которых военная драма «Дети Гитлера» (1943), фильм ужасов «Похититель тел» (1945), детектив «Дик Трейси против Биллиардного шара» (1946), приключенческие фильмы «Изгнанник» (1947) и «Чёрный замок» (1952).

## История создания фильма
Этот предпоследний, двенадцатый фильм в оригинальной серии Columbia Pictures из 13 фильмов о Соколе, которая закончилась фильмом «Приключение Сокола» (1946). Позднее малобюджетная кинокомпания Film Classics выпустила три фильма — «Дьявольский груз» (1948), «Встреча с убийцей» (1948) и «Поиски опасности» (1949), в которых Джон Калверт сыграл детектива Майкла Уоринга, известного как Сокол.
Фильм имеет очевидное сходство с первым фильмом сериала «Дерзкий Сокол» (1941) и часто называется его ремейком . В фильме также используется вариация на тему автоматизированного кукольного представления из фильма «Сокол наносит ответный удар» в виде заранее записанных программ, которые обеспечивают преступнику алиби.
В названии фильма слово «алиби» касается скорее преступника, которым тот пользуется во время краж в отеле, и не имеет никакого отношения к Соколу, и потому смысл названия не вполне ясен.
Фильм был выпущен в прокат 1 июля 1946 года.
После следующего фильма «Приключение Сокола» киносериал был закрыт ввиду падения популярности.

## Оценка фильма критикой
Как написал историк кино Дерек Виннерт, «это типичный, невыдающийся ремейк фильма 1941 года „Дерзкий Сокол“, который был самым первым в сериале». По мнению критика, изложение сюжета в первом фильме было лучше, а постановка богаче. Но, как пишет Виннерт, «Конуэй по-прежнему в хорошей форме, а звёздный актёрский состав второго плана добавляет картине очарования, особенно Джейн Грир, Элиша Кук-младший и Рита Кордэй».
По мнению историка кино Фрэна Мейсона, в сюжетном плане ремейк сложнее и тоньше первого фильма, так как основная криминальная линия, связанная с убийствами, дополняется сюжетом со страховым мошенничеством, и долгое время трудно понять связь между этими двумя линиями повествования. Как пишет Мейсон, «нуарные интонации двойной истории обеспечивают сложное расследование для Сокола, не в последнюю очередь потому, что вмешательство преступной группы, действительно пытающейся украсть жемчуг, связанный с мошенничеством со страховкой, помогает запутать дело, дополняя повороты истории о любви, ревности и убийстве». В этом фильме Сокол Конуэя «также избегает фарсовых злоключений, которые затронули Сокола Сандерса в более ранней версии сюжета о страховом мошенничестве, не в последнюю очередь потому, что он и Голди в основном находятся вне комических интермедий, в которых участвует главным образом страховой следователь».
Киновед Рон Беккер посетовал на то, что в фильме нет тайны, так как личность преступника известна практически с самого начала, и, кроме того, «примерно до последних десяти минут фильма ничего особенного не происходит. Однако в эти последние десять минут ситуация резко улучшается, поскольку Джейн Грир и Элиша Кук выходят на передний план, и фильм становится одновременно напряженным и увлекательным. И всё же возникает ощущение, что эти сцены взяты из другого фильма; они никак не связаны с кражей драгоценностей, которую, по-видимому, расследует Сокол». Как пишет Беккер, «поклонникам детективного кино, возможно, захочется взглянуть на этот фильм, просто чтобы увидеть Джейн Грир и Элишу Кука-младшего в их лучших проявлениях. Однако такой зритель, вероятно, захочет промотать медленные части фильма. Для других есть много лучших способов провести час своей жизни».